# Никитин, Николай Константинович
Николай Константинович Никитин (1918—1963) — советский полковник ВВС СССР, заслуженный мастер спорта СССР и заслуженный тренер СССР, парашютист-испытатель ГК НИИ ВВС и парашютист-инструктор Центра подготовки космонавтов, организатор парашютной подготовкой первых советских космонавтов, в том числе первого космонавта Ю. А. Гагарина.

## Биография
Родился 29 мая 1918 года в Урюпинске.

### Образование и начало службы
С 1936 года после окончания ГОЛИФК имени П. Ф. Лесгафта был призван в ряды РККА. С 1939 года после окончания Ленинградского военного авиационно-технического училища служил в Белорусском военном округе в должности начальника парашютно-десантной службы 54-го скоростного бомбардировочного авиационного полка, был участником Советско-финской войны. С 1940 года служил в авиационных частях Прибалтийского военного округа.

### Участие в Великой Отечественной войне
С 1941 года участник Великой Отечественной войны в составе Северо-Западного фронта в должности начальника строевого отделения 260-го бомбардировочного авиационного полка, был ранен. С 1941 по 1942 год — адъютант начальника штаба ВДВ. С 1942 года находился в должностях — начальника парашютно-десантной службы 2-й воздушно-десантной бригады и адъютанта командира 211-й воздушно-десантной бригады, участник Сталинградской битвы воевал в составе Южного и Сталинградского фронтов, в боях за город Сталинград получил тяжёлое ранение в левую сторону головы. С 1943 года — заместитель начальника штаба 16-го ночного бомбардировочного авиационного полка. С 1943 по 1944 год — начальник парашютно-десантной службы 325-й бомбардировочной авиационной дивизии. С 1944 по 1945 год — начальник парашютно-десантной службы 309-й истребительной авиационной дивизии. С 1945 года воевал в составе Западного и 2-го Белорусского фронтов в должности начальника парашютно-десантной службы 8-го истребительного авиационного корпуса, в составе корпуса был участником Берлинской наступательной операции.

### Служба в ГНИИ ВВС и Центре подготовки космонавтов
С 1946 по 1951 год был начальником парашютной службы ВВС Южно-Уральского военного округа. С 1951 года служил в ГНИИ ВВС в должностях — парашютиста-испытателя, с 1953 по 1961 год — начальник парашютно-десантной службы этого НИИ, занимался испытаниями различных видов парашютов, был участником трёх мировых рекордов в 1955 и дважды в 1957 годах.
С 1961 по 1963 год — парашютист-инструктор Центра подготовки космонавтов, был организатором парашютной подготовкой первых советских космонавтов, под руководством Н. К. Никитина члены первого отряда космонавтов научились прыгать днём и ночью, с больших и малых высот, с затяжкой и без, на сушу и на воду. Ю. А. Гагарин вспоминал: 

Учиться у такого мастера было интересно. Он многому научил нас: как оставлять самолет, как управлять телом во время свободного падения, как определять расстояние до земли, как приземляться и приводняться…

### Смерть
28 мая 1963 года погиб во время выполнения затяжного прыжка с парашютом, похоронен на Воинском кладбище посёлка Чкаловское Московской области. По воспоминаниям В. Г. Романюка: 

С земли даже не заметили, что произошло в воздухе. Несчастье обнаружили только на земле. Это было невероятно! Столкновение головами двух парашютистов в воздухе! Поверить в такое стечение обстоятельств трудно, но оно произошло на наших глазах. Его величество случай!

## Награды
За период военной службы полковник Н. К. Никитин был награждён орденами Красного Знамени (30.12.1956), Отечественной войны 2-й степени (05.11.1944), два ордена Красной Звезды (19.11.1951, 17.06.1961), двумя медалями «За боевые заслуги» (5.11. и 6.11.1946), медаль «За оборону Сталинграда» (22.12.1942), Медаль «За победу над Германией в Великой Отечественной войне 1941—1945 гг.» (09.05.1945), Медаль «За взятие Кенигсберга» (09.06.1945). Имел звания Заслуженный тренер СССР и Заслуженный мастер спорта СССР.